# Comité Paralímpico Nacional de las Comoras
El Comité Paralímpico Nacional de las Comoras es el comité paralímpico nacional que representa a las Islas Comoras. Esta organización es la responsable de las actividades deportivas paralímpicas en el país. Es miembro del Comité Paralímpico Internacional y del Comité Paralímpico Africano.